# Carlos del Cerro Grande
Carlos del Cerro Grande (Alcalá de Henares, 13 maart 1976) is een Spaans voormalig voetbalscheidsrechter. Hij was in dienst van FIFA en UEFA tussen 2013 en 2022. Ook leidde hij van 2011 tot 2023 wedstrijden in de Primera División.
Op 11 september 2011 leidde Del Cerro Grande zijn eerste wedstrijd in de Spaanse nationale competitie. Tijdens het duel tussen Real Betis en RCD Mallorca (1–0) trok de leidsman zesmaal de gele kaart. In Europees verband debuteerde hij tijdens een wedstrijd tussen IF Elfsborg en FK Daugava in de voorronde van de UEFA Champions League; het eindigde in 7–1 voor de thuisploeg en Del Cerro Grande gaf één gele kaart. Zijn eerste interland floot hij op 8 september 2013, toen Canada met 0–0 gelijkspeelde tegen Mauritanië. Tijdens dit duel gaf Del Cerro Grande twee gele kaarten.

## Interlands
| Datum             | Plaats                       | Wedstrijd                   | Uitslag | Competitie             | Kreeg geel | Kreeg voor de tweede keer geel en dus rood | Weggestuurd |
| ----------------- | ---------------------------- | --------------------------- | ------- | ---------------------- | ---------- | ------------------------------------------ | ----------- |
| 8 september 2013  | Oliva, Spanje                | Canada – Mauritanië         | 0 – 0   | Vriendschappelijk      | 2          | 0                                          | 0           |
| 29 mei 2014       | Jerez de la Frontera, Spanje | Saoedi-Arabië – Georgië     | 0 – 2   | Vriendschappelijk      | 2          | 0                                          | 0           |
| 1 september 2017  | Vilnius, Litouwen            | Litouwen - Schotland        | 0 - 3   | WK 2018 kwalificatie   | 2          | 0                                          | 0           |
| 15 mei 2018       | Sevilla, Spanje              | Saoedi-Arabië - Griekenland | 2 - 0   | Vriendschappelijk      | 3          | 0                                          | 1           |
| 11 oktober 2018   | Chorzów, Polen               | Polen – Portugal            | 2 – 3   | Nations League 2018/19 | 6          | 0                                          | 0           |
| 5 september 2019  | Dublin, Ierland              | Ierland – Zwitserland       | 1 – 1   | EK 2020 kwalificatie   | 5          | 0                                          | 0           |
| 10 oktober 2019   | Trnava, Slowakije            | Slowakije – Wales           | 1 – 1   | EK 2020 kwalificatie   | 5          | 1                                          | 0           |
| 19 november 2019  | Frankfurt am Main, Duitsland | Duitsland – Noord-Ierland   | 6 – 1   | EK 2020 kwalificatie   | 0          | 0                                          | 0           |
| 11 oktober 2020   | Saint-Denis, Frankrijk       | Frankrijk – Portugal        | 0 – 0   | Nations League 2020/21 | 1          | 0                                          | 0           |
| 12 november 2020  | Londen, Engeland             | Engeland - Ierland          | 3 - 0   | Vriendschappelijk      | 0          | 0                                          | 0           |
| 18 november 2020  | Athene, Griekenland          | Griekenland – Slovenië      | 0 – 0   | Nations League 2020/21 | 9          | 0                                          | 1           |
| 25 maart 2021     | Glasgow, Schotland           | Schotland – Oostenrijk      | 2 – 2   | WK 2022 kwalificatie   | 7          | 0                                          | 0           |
| 30 maart 2021     | Trnava, Slowakije            | Slowakije – Rusland         | 2 – 1   | WK 2022 kwalificatie   | 3          | 0                                          | 0           |
| 15 juni 2021      | München, Duitsland           | Frankrijk – Duitsland       | 1 – 0   | EK 2020                | 1          | 0                                          | 0           |
| 18 juni 2021      | Glasgow, Schotland           | Kroatië – Tsjechië          | 1 – 1   | EK 2020                | 4          | 0                                          | 0           |
| 5 september 2021  | Bazel, Zwitserland           | Zwitserland – Italië        | 0 – 0   | WK 2022 kwalificatie   | 5          | 0                                          | 0           |
| 9 oktober 2021    | Boedapest, Hongarije         | Hongarije – Albanië         | 0 – 1   | WK 2022 kwalificatie   | 6          | 0                                          | 0           |
| 13 november 2021  | Podgorica, Montenegro        | Montenegro – Nederland      | 2 – 2   | WK 2022 kwalificatie   | 3          | 0                                          | 0           |
| 7 juni 2022       | München, Duitsland           | Duitsland – Engeland        | 1 – 1   | Nations League 2022/23 | 1          | 0                                          | 0           |
| 23 september 2022 | Helsinki, Finland            | Finland – Roemenië          | 1 – 1   | Nations League 2022/23 | 5          | 0                                          | 0           |